# Giovanna Blanco
Giovanna José Blanco Bazon (* 18. Dezember 1982 in El Tigre) ist eine ehemalige venezolanische Judoka.

## Sportliche Karriere
Die 1,75 m große Giovanna Blanco kämpfte im Schwergewicht und in der offenen Klasse. 2000 gewann sie bei den Südamerikameisterschaften in beiden Gewichtsklassen eine Bronzemedaille. Bei den Panamerikameisterschaften im gleichen Jahr gewann sie Bronze im Schwergewicht. 2001 siegte sie bei den Karibikmeisterschaften ebenfalls im Schwergewicht. 2002 gewann sie bei den Südamerikameisterschaften in beiden Gewichtsklassen, bei den Panamerikameisterschaften gewann sie Silber in der offenen Klasse und belegte den fünften Platz im Schwergewicht. 2003 fanden die Panamerikanischen Spiele in Santo Domingo statt. Giovanna Blanco unterlag im Schwergewichtsfinale der Kubanerin Daima Beltrán. Einen Monat später belegte Blanco bei den Weltmeisterschaften in Osaka den siebten Platz in der offenen Klasse. 2004 siegte sie bei den Panamerikameisterschaften in beiden Gewichtsklassen. Bei den Olympischen Spielen 2004 in Athen unterlag sie im Viertelfinale Daima Beltrán und belegte letztlich den siebten Platz.
Ebenfalls den siebten Platz im Schwergewicht belegte Giovanna Blanco bei den Weltmeisterschaften 2005 in Kairo. Bei den Panamerikameisterschaften 2006 siegte sie in der offenen Klasse und belegte den zweiten Platz im Schwergewicht hinter der Kubanerin Ibis Dueñas. 2007 belegte Blanco sowohl bei den Panamerikameisterschaften als auch bei den Panamerikanischen Spielen in Rio de Janeiro den fünften Platz im Schwergewicht. 2008 gewann sie bei den Panamerikameisterschaften Silber hinter der Kubanerin Idalys Ortíz.
Nach einer Pause kehrte Giovanna Blanco 2010 zurück. Bei den Südamerikaspielen in Medellin gewann sie im März die offene Klasse und belegte im Schwergewicht den zweiten Platz hinter Carmen Chalá aus Ecuador. Drei Wochen später belegte sie bei den Panamerikameisterschaften in beiden Gewichtsklassen den fünften Platz. Bei den Zentralamerika- und Karibikspielen in Mayagüez gewann sie in beiden Gewichtsklassen Bronze, nachdem sie in der Gruppenphase in beiden Gewichtsklassen sowohl gegen Melissa Mujica aus Puerto Rico als auch gegen Vanessa Martina Zambotti aus Mexiko verloren hatte.
Ab 2011 trat Blanco nur noch im Schwergewicht in Erscheinung. 2011 siegte sie bei den Südamerikameisterschaften und belegte jeweils den fünften Platz bei den Panamerikameisterschaften und den Panamerikanischen Spielen in Guadalajara. 2012 unterlag sie in ihrem Auftaktkampf bei den Olympischen Spielen in London der Japanerin Mika Sugimoto. Ihre letzte internationale Medaille gewann Giovanna Blanco, als sie im März 2013 im Finale der Südamerikameisterschaften gegen Rochele Nunes aus Brasilien verlor.